# Tunguliðsá
Tunguliðsá er en lille elv på øen Vágar i Færøerne, som rinder gennem bygden Sørvágur. Den løber ind i en anden mindre elv kaldet Hanusará.